# Madeleine ffrench-Mullen
Madeleine ffrench-Mullen (Malta, 30 de diciembre de 1880 - Dublín, 26 de mayo de 1944) fue una activista laboral y revolucionaria irlandesa que participó en el Alzamiento de Pascua de Dublín en 1916.
Ffrench-Mullen era miembro de la organización de mujeres nacionalistas radicales Inghinidhe na hÉireann. En 1913, durante el cierre patronal de Dublín, trabajó en el comedor social de Liberty Hall. Posteriormente se unió al Ejército Ciudadano Irlandés (ECI). Durante el Alzamiento de Pascua trabajó en un puesto de primeros auxilios. Fue arrestada después del Alzamiento, pero liberada al mes siguiente. Se unió al Sinn Féin y fue elegida miembro del consejo del distrito de Rathmines en 1920.

## Primeros años de vida
Madeleine ffrench-Mullen nació el 30 de diciembre de 1880 en Malta, donde estaba destinado su padre, St Lawrence ffrench-Mullen, cirujano de la Marina Real. Tenía dos hermanos, St Lawrence Patrick Joseph (1890-1891) y Douglas (1893-1943).

## Los derechos de las mujeres y el movimiento sufragista
Ffrench-Mullen empezó a interesarse por la política a una edad temprana. Su padre era un parnellita comprometido y su casa en Dundrum servía como cuartel general de campaña. Fue una feminista radical y republicana toda su vida. Como muchas otras personas de la época, consideraba el voto un derecho fundamental de las mujeres. Se unió al movimiento sufragista, donde conoció a mujeres con una visión del mundo y valores similares. El movimiento por el sufragio femenino fue incluido en los informes sobre Movimientos Extremistas de la Policía Metropolitana de Dublín. Más adelante Ffrench-Mullen se unió a Inghinidhe na hÉireann, un grupo de mujeres nacionalistas radicales fundado por Maud Gonne en 1900. En 1913, esta organización evolucionó hasta convertirse en Cumann na mBan. Los valores sufragistas eran fundamentales para el objetivo de Cumann na mBan de luchar codo con codo con los hombres por la República de Irlanda. Para algunos miembros, esto representaba la recuperación de los derechos que las mujeres habían tenido en la civilización gaélica antes de la invasión. Ffrench-Mullen se sentía identificada con el ala socialista del movimiento, defendiendo los ideales de igualdad social universal del sindicalista James Connolly y del Ejército Ciudadano Irlandés.

## Alzamiento de Pascua de 1916

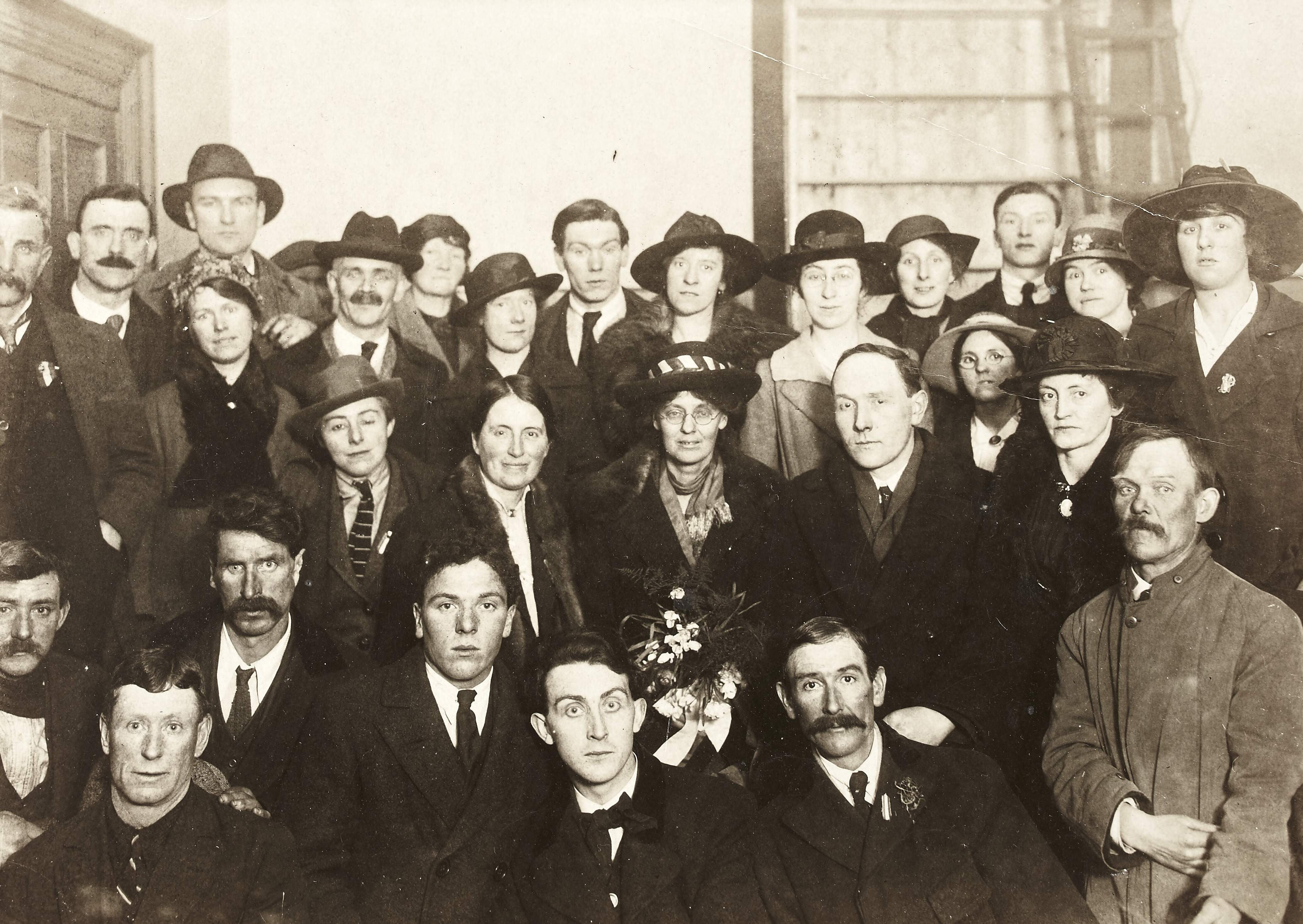
Esta fotografía de marzo de 1919 muestra a Lynn y Ffrench-Mullen asistiendo a una fiesta en celebración de la liberación de Constance Markievicz de prisión. Lynn se encuentra a la izquierda de Markievicz, quien está en el centro de la imagen, mientras que ffrench-Mullen está a la izquierda de Lynn, vestida con ropa de hombre.

Durante el Alzamiento de Pascua de 1916, ffrench-Mullen sirvió como teniente en el Ejército Ciudadano Irlandés. Participó en los combates junto a la guarnición de St Stephen's Green y el Colegio Real de Cirujanos. En St Stephen's Green estuvo al mando de 15 mujeres del Ejército Ciudadanos Irlandés con las que estableció un puesto médico y una cocina de campaña. Mientras ocupaban St Stephen's Green, ella y sus camaradas fueron sometidas a un intenso y constante fuego desde el Hotel Shelbourne y los edificios situados en la zona norte del parque. Tras la rendición de la guarnición del Colegio Real de Cirujanos, ffrench-Mullen fue una de las 77 mujeres que habían luchado en el Alzamiento y que fueron encarceladas, entre ellas su compañera de vida, Kathleen Lynn. Durante su cautiverio, Ffrench-Mullen fue trasladada en tres ocasiones. Estuvo en Richmond Barracks, la prisión de Kilmainham y la cárcel de Mountjoy. Finalmente, fue liberada el 5 de junio de 1916.

## Ffrench-Mullen y Kathleen Lynn
Ffrench-Mullen conoció a Kathleen Lynn en Inghinidhe na h-Éireann. En 1915 se mudó a su casa en Belgrave Road, Rathmines, donde vivieron juntas durante 30 años, hasta la muerte de ffrench-Mullen en 1944.
Ffrench-Mullen escribió en 1916 en su diario mientras estaba en la cárcel que podía afrontar el encarcelamiento sin miedo siempre que Lynn (a quien se refería como "la doctora") y ella estuvieran juntas. Katherine Lynch, del Centro de Estudios de la Mujer de la University College Dublin, las describe como compañeras y las considera parte de una red de mujeres lesbianas que vivían en Dublín, entre las que también se encontraban Helena Molony, Louie Bennett y Elizabeth O'Farrell. Estas mujeres se conocieron a través del movimiento sufragista y más tarde se involucraron en el movimiento nacionalista y sindicalista. En 2023, estas mujeres, junto con Eva Gore-Booth y otras, fueron retratadas en un documental de TG4 titulado Croíthe Radacacha (Corazones Radicales), sobre "las mujeres queer radicales en el corazón de la Revolución Irlandesa".

## Legado: St Ultan's

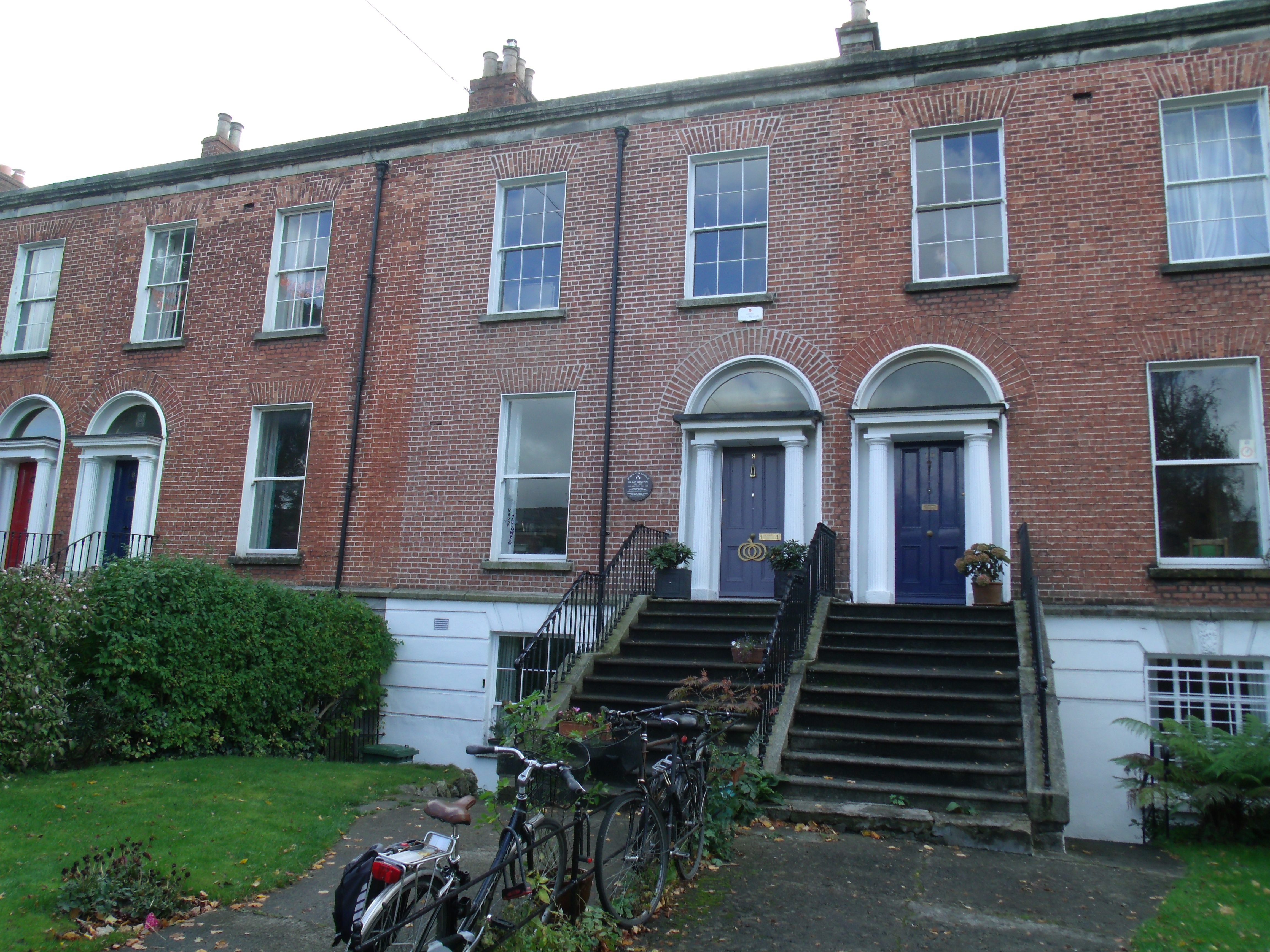
La casa que compartieron Kathleen Lynn y Madeleine ffrench Mullen.

Madeleine ffrench-Mullen y Kathleen Lynn fundaron en 1919 el Saint Ultan's Children's Hospital, también conocido como Teach Ultan, un hospital dirigido por mujeres para tratar a infantes, ubicado en el número 37 de Charlemont Street, Dublín. El hospital se centró en la salud y el bienestar infantil, un ámbito que en aquella época se consideraba una preocupación exclusiva de las mujeres.
Tras la Primera Guerra Mundial surgieron numerosos problemas de salud, incluido un aumento de enfermedades venéreas como la sífilis, traída por los soldados que regresaban del frente. Muchos bebés en Irlanda nacían con sífilis congénita (transmitida de la madre al hijo en el momento del nacimiento), lo que fue un factor determinante en la creación del Saint Ultan's Children's Hospital.
La tuberculosis fue endémica en Irlanda durante su época como colonia británica. A pesar de la firme oposición del Estado y de la Iglesia Católica, Lynn y ffrench-Mullen pusieron en marcha un proyecto de vacunación gracias al cual miles de niños en situación de pobreza, que de otro modo habrían muerto de tuberculosis, pudieron ser inmunizados. Su éxito llevó a la creación del programa BCG de Irlanda, que desde la década de 1950 ha garantizado la vacunación de todos los recién nacidos.

## Muerte
Madeleine Ffrench-Mullen murió en un asilo de ancianos de Dublín el 26 de mayo de 1944, a la edad de 63 años. Está enterrada con sus padres, St Lawrence (1846-1895) y Margaret (1857-1912), así como con sus hermanos menores (a quienes sobrevivió), St Lawrence Patrick Joseph (1890-1891) y Douglas (1893-1943), en la parcela familiar ffrench-Mullen en el cementerio de Glasnevin.
Su funeral tuvo lugar el mismo día de las elecciones generales de Irlanda de 1944.